# Villa Latina
Villa Latina (Agnóne IPA: /ɑɲũnə/ in dialetto agnonese) è un comune italiano di 1 109 abitanti della provincia di Frosinone. 

## Geografia fisica

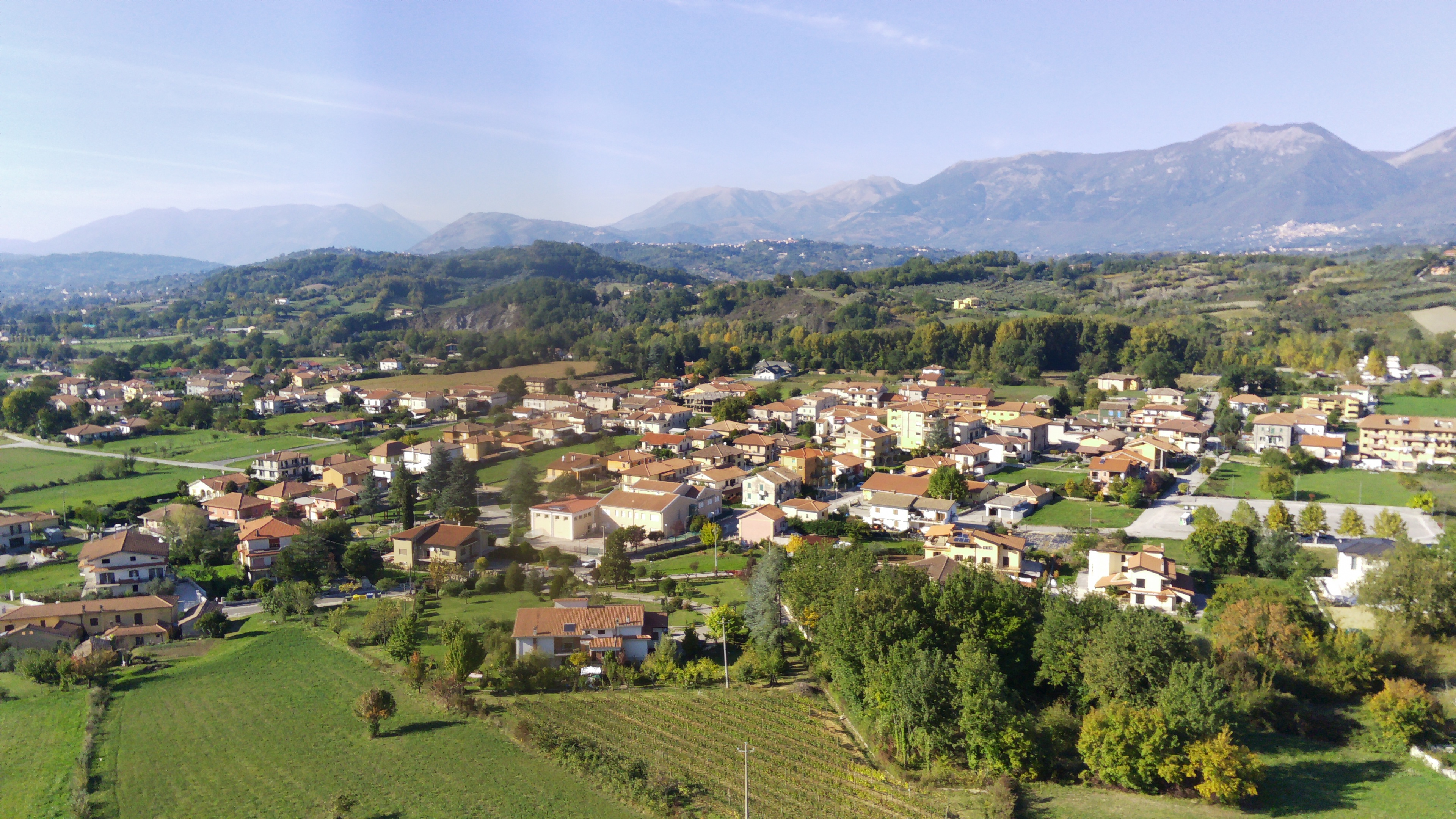
Il centro abitato

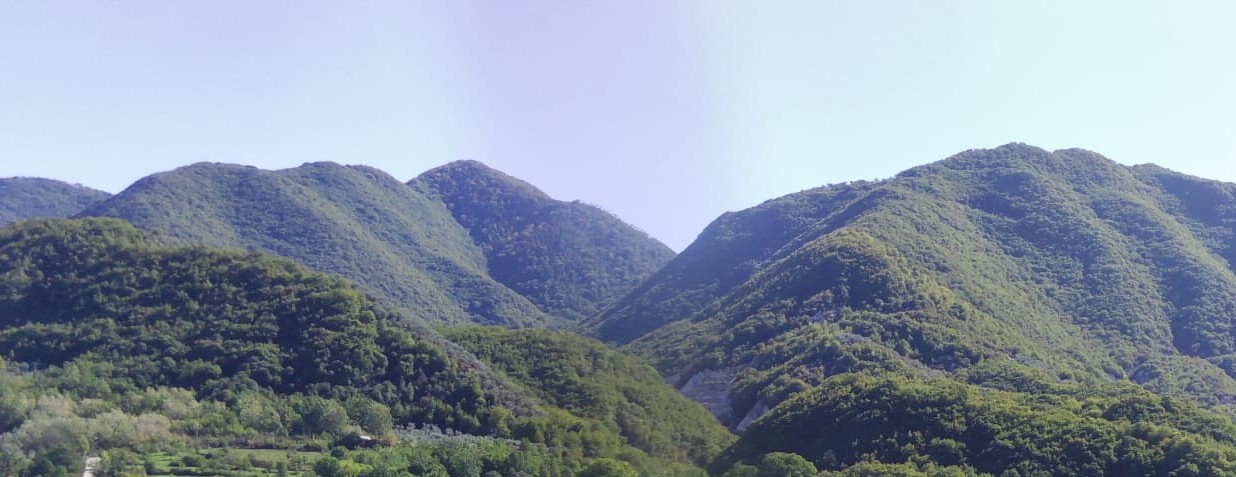
Monti Bianchi

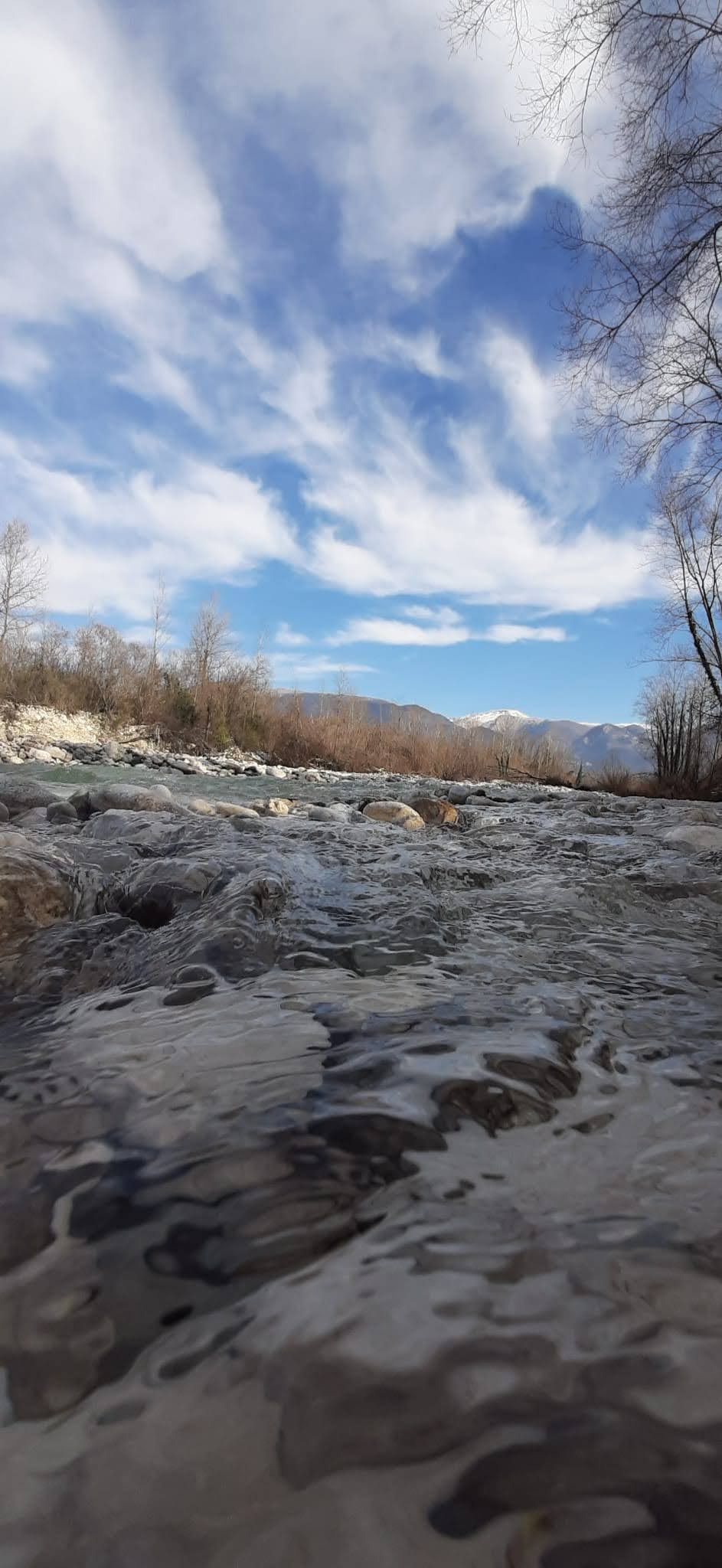
Fiume Mollarino

### Territorio
Situata nella Valle di Comino, Villa Latina si trova dinanzi una conca fra il Monte Bianco (1167 m) e il Monte Santa Maria (1074 m); l'intero ambiente è caratterizzato da folti boschi che occupano le montagne. Il territorio pianeggiante è invece percorso dal fiume Mollarino, affluente del Melfa, che nell'antichità provocava seri problemi per via delle inondazioni stagionali. Tutta la zona è interessata da fenomeni carsici, che danno vita a diverse sorgenti tra le quali quella che alimenta la Fontana Carletti e la Fontana Fredda.
| Nome               | Altezza | Coordinate     | Gruppo montuoso |
| ------------------ | ------- | -------------- | --------------- |
| Monte Bianco       | 1167    | 41°60', 13°87' | Monti Bianchi   |
| Monte Aia Franchi  | 1074    | 41°59', 13°86' | Monti Bianchi   |
| Monte S. Maria     | 1074    | 41°59', 13°85' | Monti Bianchi   |
| Cime del Re        | 1060    | 41°59', 13°86' | Monti Bianchi   |
| Rocca Malcocchiara | 750     | 41°60', 13°85' | Monti Bianchi   |

### Clima
Classificazione climatica: zona D, 1845 GR/G

## Origini del nome
Secondo alcuni storici il nome di Agnone deriverebbe da agnus (agnello), ovverosia luogo atto alla pastura degli agnelli, altri invece fanno derivare il toponimo agnone da '(v)agni' ovvero la forma dialettale di bagni, corrispondente al latino balneum. Il nome definì il paese fino al 1862, quando, con Regio Decreto N. 977 del 9 Novembre 1862 il comune assunse la denominazione Villa Latina in riferimento alla presenza di un'antica villa termale, meta di villeggiatura per i Romani e di un acquedotto romano.

## Storia

### Origini
Villa Latina fu edificata intorno al 744 d. C con il nome di Anglone in un luogo che era stato di accampamento per i Sanniti sopravvissuti alla battaglia di Aquilonia vinta dai Romani.

### Medioevo
Nel corso del IX secolo un gruppo di monaci di San Vincenzo al Volturno giunse nella località di Anglone e si sistemò lungo le rive del Mollarino costruendo la chiesetta di San Mauro. Pochi anni più tardi un nuovo gruppo di monaci edificò nello stesso luogo, la chiesa di San Pietro e il piccolo monastero di San Valentino. Nell'881 a causa delle incursioni saracene, queste tre chiesette furono distrutte e vennero ricostruite alcuni anni più tardi. Il 20 marzo 1049, papa Leone IX consacrò la chiesa del San Salvatore di Agnone. Questa data è di notevole importanza non solo per gli agnonesi, ma anche per altri abitanti della valle, perché fu la prima volta che un pontefice visitò la Valle di Comino. Il fenomeno dell'incastellamento del X secolo si diffuse rapidamente nella Valle di Comino e i conti dei Marsi decisero di costruire una rete di borghi fortificati tra cui quello di Agnone. I pochi abitanti agnonesi, per volontà dei conti dei Marsi, abbandonarono le proprie case per costruire sopra un'altura un centro fortificato che si chiamerà Rocca Malacucchiara (o Malcocchiara). Ai tempi di Federico II divennero feudi i signori di Aquino; successivamente appartennero ai Cantelmo e ai signori del feudo di Sora e Alvito. Nel XV secolo si intensificarono le lotte fra Aragonesi e Angioini e la Rocca Malacucchiara dovette subire saccheggi e distruzioni. Nel 1422 infatti la Rocca fu assaltata dalle milizie angioine ma venne distrutta definitivamente nel 1435 dal Riccio di Montechiaro e non fu più ricostruita. Gli abitanti della Rocca si rifugiarono nella vicina Atina e ritornarono ad Agnone solo quando si placarono gli animi.

### Età Moderna e Contemporanea
Tra la fine del Settecento e l’inizio dell’Ottocento la Valle di Comino fu occupata dalle truppe francesi in seguito alla campagna d'Italia, tale situazione spinse alla ribellione gli agnonesi che guidati da Benedetto Panetta detto Pitt noto brigante paesano, diedero vita ad una ribellione presto sfociata in guerriglia antifrancese. Nel XIX secolo Agnone-Villa Latina, come si è detto, divenne comune autonomo per seguire poi le vicende dell’unificazione nazionale e quelle della formazione del nuovo stato. Solo la seconda guerra mondiale coinvolse in prima persona l’intero paese: i tedeschi occuparono Villa Latina, posta alle spalle del fronte cassinate, facendone un paese di retrovia e posizionandoci il quartier generale delle truppe SS stanziate nella Valle di Comino. A causa dei bombardamenti e dell’avanzata alleata, i tedeschi trasferirono il comando delle SS a Frosinone e fecero sfollare la popolazione. Il paese, fu infine liberato il 29 Maggio 1944 dal Corpo Italiano di Liberazione.
Il 7 Maggio 1984 Villa Latina, come altri paesi della Valle di Comino, fu colpita da un violento terremoto di magnitudo 5.9 (scala Richter) che distrusse parte del paese.

## Monumenti e luoghi d'interesse

### Chiesa della Santissima Annunziata
La chiesa della Santissima Annunziata all'interno presenta uno stile baroccheggiante dove si può ammirare anche l'altare con il crocifisso. Entrando nella chiesa si può inoltre scorgere una frase:<<SÛPTIB. POPULI ANGLON. REAEDIFICATUM A.D. 1739 POST BELLI RUINAS NOVO SPLENDORE AUCTA A.D. MCMLV>>. Alzando lo sguardo si potrà osservare una serie di affreschi.

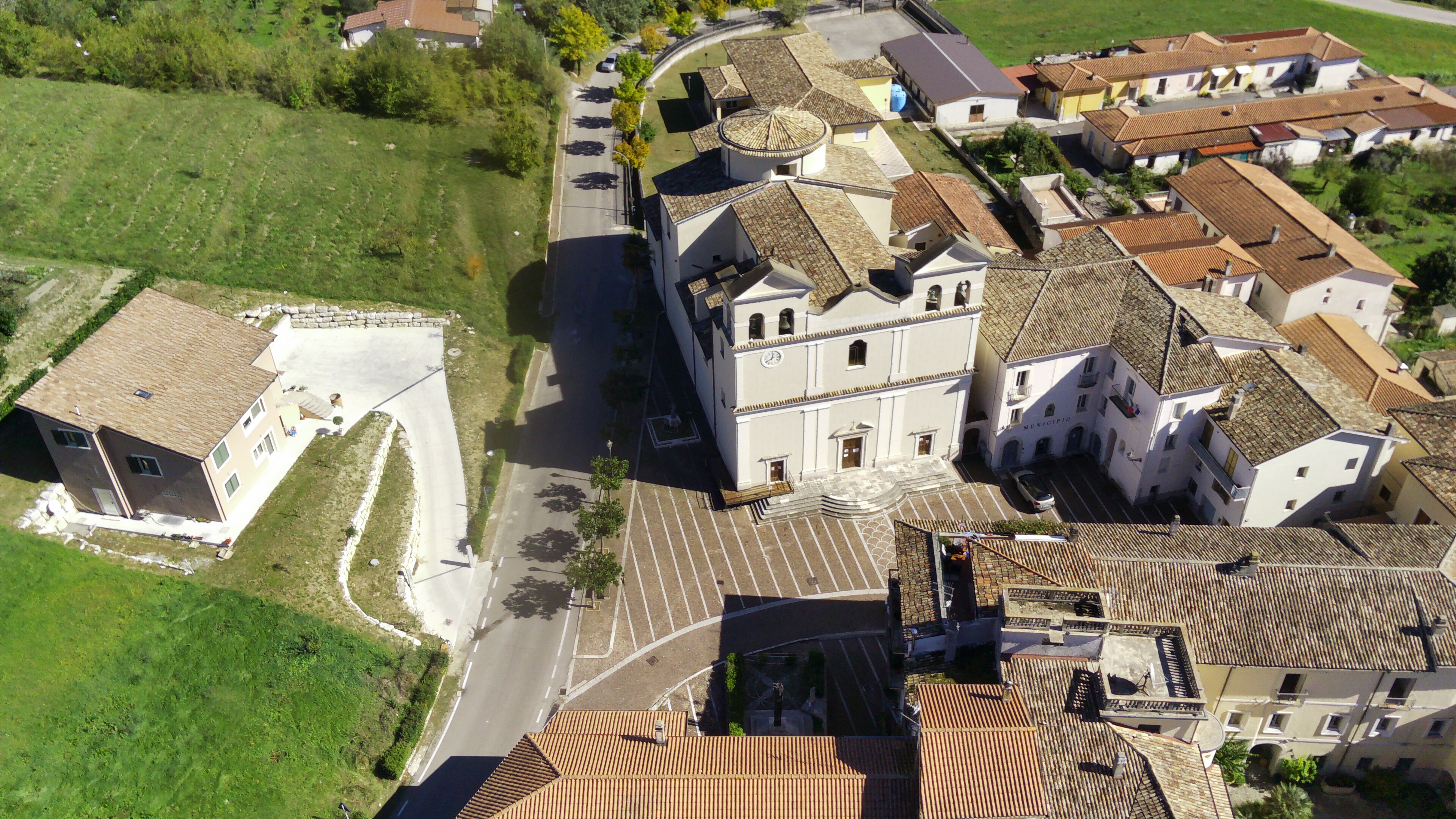
Chiesa della Santissima Annunziata

### Rocca Malacucchiara
La Rocca Malacucchiara (Roccae Malae Coclearis) denominata dagli abitanti 'Agnone vecchio' poiché fu il primo insediamento del paese, è un sito archeologico a cielo aperto che si può raggiungere attraverso un piccolo sentiero. La Rocca, un antico castello medievale distrutto nel 1439 dal Riccio da Montechiaro e da allora non più ricostruito, racchiude al suo interno le radici e le tradizioni popolari agnonesi dell'epoca.

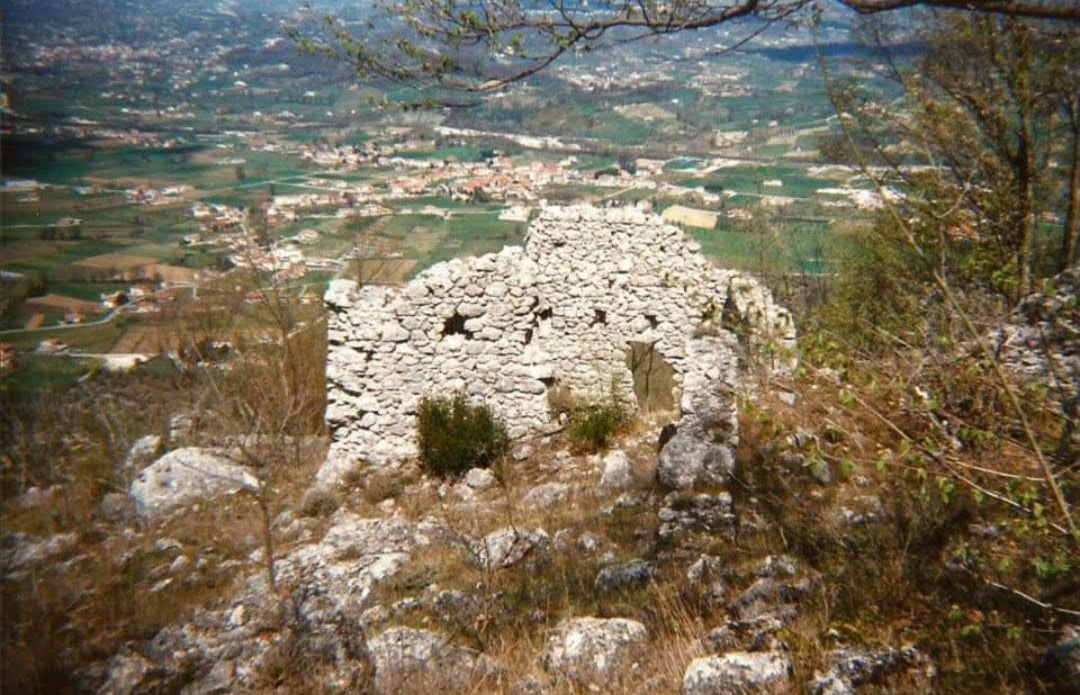
Rovine della Rocca Malacucchiara

### Architetture civili
- Palazzo Dragonetti (p.zza Umberto I)
- Palazzo Franchi (contrada Franchi)
- Scuola dell'infanzia, primaria e media (contrada Panetta)

### Fontane
Villa Latina è conosciuta anche per le sue fontane costruite tra il XIX secolo e il XX secolo:
- Fontana Fredda
- Fontana degli Uccelli
- Fontana dei Bagni
- Fontana Marrocchio
- Fontana Lanno
- Fontana Carlannunzio
- Fontana Cairone

- Fontana Reverenne
- Fontana Fusco
- Fontana Colle Santo
- Fontana Valenti
- Fontana Saccocci
- Fontana Gargaro
- Fontanella Colle Cavicchio

- Fontana Parco delle Rimembranze
- Fontana Carletti
- Fontana Chiusi
- Fontana Colozzi
- Fontana Pacitti

## Società

### Evoluzione demografica
Abitanti censiti

### Religione
La popolazione professa per la maggior parte la religione cattolica e afferisce alla diocesi di Sora-Cassino-Aquino-Pontecorvo ma fino all'anno 2014 faceva parte dell'abbazia territoriale di Montecassino.

## Cultura

### Istruzione

#### Musei
Museo della Zampogna. Villa Latina, come anche altri paesi della Ciociaria, porta con sé la tradizione della Zampogna. Il museo, al suo interno, raccoglie la storia e le tecniche di realizzazione della zampogna.

### Musica
Il paese è conosciuto soprattutto per la creazione di strumenti musicali come il piffero e la zampogna.

### Cucina
Il territorio comunale è luogo di produzione di alcuni vini regolamentati dal disciplinare Atina DOC.

## Geografia antropica
Villa Latina non ha un vero e proprio centro storico poiché è formata da varie contrade e frazioni.

### Frazioni
- Vallegrande

### Contrade
- Bianchi
- Carl'Annunzio
- Carletti
- Chiusi
- Colle Cavicchio
- Colle Santo
- Colozzi
- Dragonetti
- Fontana Cocozza
- Franchitti

- Fusco
- Gargaro
- La Forma
- Marrocchio
- Pacitti
- Palazzo Franchi
- Palombo
- Panara
- Panetta
- Pelino

- Ponte Sant'Anna
- Riverenne
- Saccocci
- Serra del Cavaliere (Colleposta)
- Tosti
- Valenti
- Villaggio Peschiera

## Economia
Di seguito la tabella storica elaborata dall'Istat a tema Unità locali, intesa come numero di imprese attive, ed addetti, intesi come numero di addetti delle imprese locali attive (valori medi annui).
|              | 2015                  |                              |                            |                |                       |                     | 2014                  |                | 2013                  |                |
| ------------ | --------------------- | ---------------------------- | -------------------------- | -------------- | --------------------- | ------------------- | --------------------- | -------------- | --------------------- | -------------- |
|              | Numero imprese attive | % Provinciale Imprese attive | % Regionale Imprese attive | Numero addetti | % Provinciale Addetti | % Regionale Addetti | Numero imprese attive | Numero addetti | Numero imprese attive | Numero addetti |
| Villa Latina | 75                    | 0,22%                        | 0,02%                      | 146            | 0,14%                 | 0,01%               | 80                    | 154            | 79                    | 146            |
| Frosinone    | 33.605                |                              | 7,38%                      | 106.578        |                       | 6,92%               | 34.015                | 107.546        | 35.081                | 111.529        |
| Lazio        | 455.591               |                              |                            | 1.539.359      |                       |                     | 457.686               | 1.510.459      | 464.094               | 1.525.471      |

Nel 2015 le 75 imprese operanti nel territorio comunale, che rappresentavano lo 0,22% del totale provinciale (33.605 imprese attive), hanno occupato 146 addetti, lo 0,14% del dato provinciale; in media, ogni impresa nel 2015 ha occupato poco meno di due addetti (1,95).

## Amministrazione
Nel 1927, a seguito del riordino delle circoscrizioni provinciali stabilito dal regio decreto n. 1 del 2 gennaio 1927, per volontà del governo fascista, quando venne istituita la provincia di Frosinone, Villa Latina passò dalla provincia di Caserta (Terra di Lavoro) a quella di Frosinone.

### Lista sindaci
| Periodo        | Periodo        | Primo cittadino     | Partito                                   | Carica      | Note |
| -------------- | -------------- | ------------------- | ----------------------------------------- | ----------- | ---- |
| 1896           | 1925           | Giuseppe Dragonetti | lista civica                              | Sindaco     |      |
| 1927           | 1929           | Luigi Dragonetti    |                                           | Podestà     |      |
| 1929           | 1943           | Pietro Franchi      |                                           | Podestà     |      |
| 1944           | 1945           | Luigi Dragonetti    | lista civica                              | Sindaco     |      |
| 1945           | 1946           | Umberto Di Vito     | lista civica                              | Sindaco     |      |
| 1946           | 1947           | Luigi Di Paolo      |                                           | Comm. pref. |      |
| 1947           | 1956           | Attilio Dragonetti  | lista civica                              | Sindaco     |      |
| 10 Giugno 1956 | 10 Giugno 1980 | Edmondo Leo         | lista civica                              | Sindaco     |      |
| 10 Giugno 1980 | 11 Giugno 1995 | Giancarlo Panetta   | lista civica                              | Sindaco     |      |
| 23 Aprile 1995 | 12 giugno 2004 | Carlo Panetta       | lista civica                              | Sindaco     |      |
| 13 giugno 2004 | 26 maggio 2014 | Giancarlo Panetta   | lista civica (Uniti per Villa Latina)     | Sindaco     |      |
| 26 maggio 2014 | 16 marzo 2017  | Luigi Rossi         | lista civica (per Villa Latina)           | Sindaco     |      |
| 16 marzo 2017  | 11 giugno 2018 | Letizia Miglio      |                                           | Comm. pref. |      |
| 11 giugno 2018 | 15 maggio 2023 | Luigi Rossi         | lista civica (Rinascere per Villa Latina) | Sindaco     |      |
| 15 maggio 2023 | in carica      | Luciano Persichini  | lista civica (RipartiAmo Villa Latina)    | Sindaco     |      |

### Altre informazioni amministrative
- Fa parte della Comunità montana Valle di Comino
- Fa parte dell'Unione dei comuni "Cominium"